# Ilse Staff
Ilse Staff (* 16. Mai 1928 in Hannover als Ilse Hupe; † 15. November 2017 in Kronberg) war eine deutsche Rechtswissenschaftlerin.

## Leben
Ilse Staff studierte Rechtswissenschaften an den Universitäten Würzburg, Frankfurt am Main und Pisa. Die juristischen Staatsprüfungen absolvierte sie 1952 und 1957. Seit 1965 lehrte sie als Dozentin, von 1971 bis 1993 als Professorin für Öffentliches Recht an der Johann Wolfgang Goethe-Universität Frankfurt am Main. Sie war die erste Frau, die sich im deutschen Sprachraum im Öffentlichen Recht habilitierte, und sie war die erste Professorin am Frankfurter juristischen Fachbereich. Als Staatsrechtslehrerin und Vertreterin der Frankfurter Schule setzte sie sich als eine der ersten für eine Aufarbeitung der Verantwortung der Juristen im Dritten Reich ein.
Sie war mit Curt Staff verheiratet, der von 1951 bis 1969 Präsident des Oberlandesgerichts Frankfurt am Main war.

## Ilse-Staff-Preis
Zu Ehren der Verstorbenen vergibt der Fachbereich Rechtswissenschaft der Goethe-Universität bei der Absolventenfeier seit 2017 den „Ilse-Staff-Preis“ für die die beste wissenschaftliche Hausarbeit des jeweiligen Vorjahres.

## Schriften (Auswahl)
- Das Gnadenrecht. Johann Wolfgang Goethe-Universität, Frankfurt am Main 2. September 1954 (Dissertation).
- Wissenschaftsförderung im Gesamtstaat. Duncker & Humblot, Berlin 1971, ISBN 3-428-02362-5 (zugleich Habilitationsschrift, Universität Frankfurt am Main unter dem Titel: Die Bundeskompetenz zur Wissenschaftsförderung in der Bundesrepublik Deutschland).
- Justiz im Dritten Reich. Eine Dokumentation. 2. Auflage. S. Fischer-Taschenbuch-Verlag, Frankfurt am Main 1978, ISBN 3-596-23409-3 (Erstausgabe:  1964).